# 明特希爾 (密蘇里州)
明特希爾（英語：Mint Hill）是位於美國密蘇里州歐塞奇縣的非建制地區。

## 歷史
明特希爾的郵局於1870年設立，1909年關閉後又於1926年重啟，最終於1954年停運。

## 地理
明特希爾所處的海拔為高於海平面283米（即929英呎），而該地所採用的時區為UTC-6，即北美中部時區（CST）。同時該地設有夏令時間，為UTC-6調快一小時，即UTC-5（CDT）。